# Leonardo De Lorenzo
Leonardo De Lorenzo (Viggiano, 29 agosto 1875 – Santa Barbara, 29 luglio 1962) è stato un flautista italiano.

## Biografia
Nato a Viggiano (provincia di Potenza), iniziò lo studio del flauto all'età di 8 anni e proseguì la didattica presso il Conservatorio di San Pietro a Majella di Napoli. Fu costretto a lasciare gli studi per motivi di lavoro ed emigrò negli Stati Uniti all'età di 16 anni, trovando occupazione presso un albergo nel Kentucky. Nel 1896 fece ritorno in Italia per prestare il servizio militare ad Alessandria, presso la Banda Militare diretta da Giovanni Moranzoni.
In questo periodo, De Lorenzo incominciò a creare le sue prime composizioni, che in seguito saranno raccolte nella sua opera Nove studi artistici, pubblicata dall'editore tedesco Julius Heinrich Zimmermann. Terminato il servizio di leva, viaggiò in Germania, Inghilterra, Sudafrica e nel 1907 ritornò a Napoli per completare gli studi. Nel 1909 ritorna negli Stati Uniti ed ottenne il posto di primo flauto nella New York Symphony Orchestra, diretta da Gustav Mahler, sostituendo Georges Barrère.
In seguito, venne ingaggiato nelle orchestre di Minneapolis, Los Angeles e Rochester, ove ricevette anche l'incarico di professore di flauto presso la Eastman School of Music. Tra i suoi allievi vi fu Julius Baker, considerato uno dei più grandi flautisti del novecento. Nel 1935 si ritirò in California con la moglie, la pianista Maude Peterson, dedicandosi esclusivamente alla composizione e alla saggistica relativa al flauto.
Nel 1951 pubblicò l'opera My Complete Story of the Flute, che ottenne grande successo e lo rese uno dei più grandi divulgatori dello strumento. Tutto il materiale di ricerca del flautista viggianese fu donato il 25 ottobre 1953 alla University of Southern California di Los Angeles. De Lorenzo morì il 29 luglio 1962 nella sua abitazione a Santa Barbara, in California. A lui era dedicato il Concorso Internazionale di flauto "Leonardo De Lorenzo", tenutosi biennalmente a Viggiano.

## Composizioni
- Appassionato, fantasia sentimentale per flauto, op. 5
- Giovialità, per flauto e pianoforte, op. 15
- Saltarello, per flauto, op. 27
- Carnevale di Venezia, per flauto solo
- Nove grandi studi
- I tre virtuosi, capriccio brillante per 3 flauti, op. 31
- I seguaci di Pan, capriccio fantastico per 4 flauti, op. 32
- Non plus ultra, 18 capricci per flauto solo, op. 34
- Pizzica-Pizzica, per flauto, op. 37
- Suite mitologica, per flauto solo, op. 38
- Idillio, per flauto e pianoforte, op. 67
- Improvviso, per flauto e pianoforte, op. 72
- Sinfonietta (Divertimento Flautistico), per 5 flauti, op. 75
- Trio Eccentrico, per flauto, clarinetto e fagotto, op. 76
- Trio Romantico, per flauto, oboe e clarinetto, op. 78
- I quattro virtuosi (Divertimento fantastico), per flauto, oboe, clarinetto e fagotto, op. 80
- Capriccio, per 4 flauti, op. 82

## Opere didattiche
- L'Indispensabile. A complete modern school for the flute (1912)
- My complete story of the flute (1951)